# Бучацкий, Михаил
Михал Бучацкий из Подгаец (1370/1384 — 1438) — польский государственный и военный деятель, староста галицкий (1414—1436), каштелян галицкий (1433—1437), староста каменецкий и перемышльский, чашник галицкий (с 1434 года), воевода подольский (1437—1438). Защищал Подолье от набегов молдаван и ордынцев.

## Биография
Происходил из польского шляхетского рода Адванец герба Абданк. Второй сын польского шляхтича Михала Адванца (ум. 1392), владельца Бучача, и Маргариты Коло. Братья — генеральный староста подольский Теодор Бучацкий (ум. 1456) и воевода подольский Михал «Мужило» Бучацкий (ум. 1470).
Вероятно, родился в отцовском замке Бучач, от которого и получил свою родовую фамилию.
С 1414 года Михал Бучацкий упоминается в звании старосты галицкого, в 1433 году стал каштеляном галицким. Позднее получил в держание староства каменецкое и перемышльское.
После смерти великого князя литовского Витовта Кейстутовича 27 октября 1430 года Михал Бучацкий вместе с братьями Теодором и Михалом «Мужило» двинулся с войском из Галицкой земли, входивший в состав Польского королевства, на Подольскую землю, принадлежавшую Великому княжеству Литовскому. Литовский наместник Каменца-Подольского Ян Довгерд не знал о смерти Витовта. Михал Бучацкий, каменецкий епископ Павел и предыдущий староста каменецкий Ян Грицко Кердей вызвали его на разговор, во время которого взяли в плен. После этого польские магнаты смогли захватить подольские замки Каменец, Смотрич, Червоногрод и Скалу.
Между Великим княжество Литовским и Королевством Польским началась пограничная война из-за обладания Подолией. Великий князь литовский Свидригайло, удерживавший в плену своего старшего брата, польского короля Ягайло, вынудил его в ноябре 1430 года подписать соглашения, по условиям которого Польша должна была вернуть ВКЛ все захваченные пограничные города и замки в Подолии. Ягайло выдал два приказа: официальный — вернуть подольские замки и земли Свидригайло, и тайный с противоположным смыслом. Ягайло и Свидригайло отправили своих представителей Тарло Щекаревича и князя Михаила Бабу-Друцкого в Каменец-Подольский, чтобы они передали польским вельможам королевский указ. Михал Бучацкий отказался его выполнять и арестовал послов. Свидригайло выступил в поход на Подолию, но смог занять только северо-восточную её часть. В конце 1430 года войска Свидригайло осадили подольский замок Смотрич, но были отбиты поляками, прибывшими на помощь из Каменца.
В 1431 году Михал Бучацкий с братьями участвовал в военной кампании Ягайло против Великого княжества Литовского. Во время осады польской армией Луцка стало известно о нападении молдавского господаря Александра Доброго, союзника Свидригайло, на коломыйский, галицкий и каменецкий поветы. Ягайло отправил из-под Луцка на Александра польское войско под предводительством Михала и Теодориха Бучацких, которые разгромили молдавское войско под Каменцем-Подольским. Поляки отбили у молдаван часть награбленного и пленников.
В 1432 году Михал Бучацкий участвовал в военных действиях против Великого княжества Литовского. Князь Фёдор Острожский, союзник Свидригайло, вторгся в Подолию, но не смог выбить оттуда польские гарнизоны. Михал Бучацкий разгромил во время переправы через р. Днестр Александра Доброго, опустошившего Подолию, Покутье и часть Галицкой земли. В 1433 году Михал Бучацкий участвовал в подписании перемирия с Свидригайлом. Это помогло Ягайло присоединить Западное Подолье к польской короне. В благодарность за услуги Ягайло пожаловал Михалу Бучацкому земли и высокие должности в Подольском и Русском воеводствах.
В 1433 году Михал Бучацкий в качестве королевского старосты принимал в Коломыи ленную присягу молдавского господаря Стефана ІІ на верность польской короне. В 1437 году Михал Бучацкий был назначен воеводой подольским.
В 1438 году во время набега хана Большой Орды Сеид-Ахмеда на Подолию Михал Бучацкий погиб в битве с татарами под Краснополем. Возможно, что был похоронен во Львове, где в Латинском соборе находилась семейная часовня Бучацких.

## Семья
Около 1414 года женился на Эльжбете Княгигнинской (ок. 1400 — после 1441), дочери Петра Княгининского (из Княгиничев). Дети:
- Ян Бучацкий (ум. ок. 1454), староста теребовольский
- Миколай Бучацкий
- Пётр Бучацкий
- Михал Бучацкий (ум. 1450), погиб в битве под Краснополем
- Якуб Бучацкий (1430/1438 — 1501), воевода подольский, каштелян галицкий, генеральный староста подольский и воевода русский.